# Dickie Hawdon
Dickie Hawdon, auch Dick Hawdon (*  27. August 1927 in Leeds als Richard Hawdon; † 23. Juni 2009 ebenda), war ein britischer Jazzmusiker (Trompete, Flügelhorn, Tenorhorn, Bass), Arrangeur und Musikpädagoge. Er richtete den ersten Vollzeit-Jazzstudiengang an einem europäischen College ein.

## Leben
Richard Hawdon lernte zunächst Cello und begann seine Karriere in seiner Heimatstadt Leeds als Trompeter bei den Yorkshire Jazz Men und in der Yorkshire Jazz Band, in der u. a. auch Diz Disley spielte. 1951 zog er nach London, um einige Monate bei Chris Barbers New Orleans Jazz Band zu spielen. Danach arbeitete er bei den Christie Brothers’ Stompers, wo er Ken Colyer ersetzte und zwei Jahre blieb. Ursprünglich dem Traditional Jazz verhaftet, orientierte er sich stilistisch am Modern Jazz von Clifford Brown und Fats Navarro, als er 1954 Mitglied des Sextetts von Don Rendell wurde. 1955 war er als Trompeter und Arrangeur bei Tubby Hayes, bei dessen Konzert in der Royal Festival Hall im Februar 1956 er mitwirkte. 1957 ging Hawdon zu John Dankworths Orchester, in dem er mit gelegentlichen Unterbrechungen bis 1964 Lead-Trompeter war. 1958 wirkte er bei Ken Moules Jazz at Toad Hall-Konzert mit, das bei Decca veröffentlicht wurde. 1959 trat er mit Dankworth beim Newport Jazz Festival zusammen mit Louis Armstrong auf und wirkte zwischen 1958 und 1963 an zahlreichen Plattenaufnahmen des Dankworth-Orchesters für Parlophone mit.
Daneben war Hawdon Anfang der 1960er Jahre in verschiedenen Bands tätig, so bei Sid Phillips, Harry Gold und Oscar Rabin (1960/61). Anschließend spielte er bis 1964 bei Terry Lightfoots New Orleans Jazzmen, in verschiedenen Club-Bands, bei The Talk of the Town und als Begleitmusiker für Tony Bennett, Pearl Bailey, Sarah Vaughan und Eartha Kitt. 1967 kehrte er nach Yorkshire zurück und leitete die Hausband im Batley Variety Club.  
Seit 1968 war er vor allem als Musikpädagoge tätig und baute Jazzkurse am Musikkolleg der City of Leeds auf; ab 1972 leitete dort die Abteilung für Popularmusik und baute die ersten Advanced Level-Jazzkurse an einem britischen College auf. In den 1980er Jahren hatte er ein eigenes Quintett. Nach seiner Pensionierung 1993 spielte er als Bassist mit in Leeds gastierenden Musikern, wie Art Farmer, Kai Winding und Harry Sweets Edison.

## Diskographische Hinweise
- Don Rendell: Meet Don Rendell (1954/55)
- Tubby Hayes: Modern Jazz Scene (1956)
- Tubby Hayes: The Swinging Giant. Volume 1 and Volume 2 (1956)
- John Dankworth: What the Dickens! (Fontana, 1963)

## Lexikalische Einträge
- Carlo Bohländer, Karl Heinz Holler, Christian Pfarr: Reclams Jazzführer. 5., durchgesehene und ergänzte Auflage. Reclam, Stuttgart 2000, ISBN 3-15-010464-5.